# مقياس فوجيتا

مقياس فوجيتا (بالإنجليزية: Fujita scale)‏ ويعرف اختصاراً بـ (F-Scale) هو مقياس لتصنيف شدة الأعاصير ، يتم تحديد فئة وتصنيف الإعصار عن طريق خبراء الأرصاد الجوية والمهندسين من خلال الأرصاد الجوية. وتبعا للظروف وأنماط الأرض دوامة (العلامات كما الدائري)، وتتبع الرادار، وشهادات شهود العيان والتقارير الإعلامية والضرر الصور، وكذلك التصوير، تم استبدال مقياس فوجيتا إلى مقياس فوجيتا المحسن (EF-Scale) في الولايات المتحدة في فبراير 2007.

## خلفية تاريخية
في عام 1971 قام الدكتور فوجيتا من جامعة شيكاغو بتصنيف الأعاصير لستة أنواع تبدأ من الصفر وتنتهي بخمسة (F0 to F5). و يعتمد التصنيف على أعلى سرعة متوقعة للتيار الهوائي في العمود المخروطي للإعصار، ويطلق على هذا التصنيف (مقياس فوجيتا للأعاصير) و يسمى أيضا (F Scale) و أصبح المقياس المعتمد عالميا لتصنيف الأضرار المادية التي تحدث للمباني والإنشاءات الناجمة لوقوع الإعصار.

## طريقة عمله
مقياس F Scale يربط العلاقة بين مقياس بيوفورت لسرعة الرياح ومقياس الماك (سرعة الأجسام مقارنة بسرعة الصوت) و ذلك بربط قوة بيوفورت 12 مع ماك واحد بإثنى عشر خطوة. و المعادلة تربط سرعة الرياح (V in mph) مع F Scale (F) على الشكل التالي:
V = 14.1 * [(F + 2) to the 1.5 power]
حيث أن F1 في مقياس F Scale تساوي (B12 (73 mph في مقياس بيوفورت، وهي تعادل أقل سرعة للرياح لتصنيف العواصف الاستوائية. بينما F12 في مقياس F Scale تساوي (M1 (738 mph في مقياس الماك. و المفارقة هنا أنه بالرغم من أن مقياس F Scale تتراوح قيمه لاعلى قيمة وهي F12 الا أنه تم تسجيل أعلى إعصار في درجة F5 ( أي أن سرعته تراوحت بين 261 إلى 318 ميل في الساعة ).

## درجات الاعاصير والاضرار
وفقاً لمقياس فوجيتا يتم تصنيف شدة الإعصار إلى 6 فئات:

### إعصار F0
60 -100 كلم في الساعة
يطلق عليه اعصار جيل: و يتسبب في بعض الاضرار مثل تحطم المداخن المنزلية، تكسر أغصان الاشجار، تحطم اللوحات في الطرق والنوافذ.

### إعصار F1
100 - 170 كلم في الساعة
إعصار متوسط: و يتسبب باضرار متوسطة مثل انتزاع أسطح المنازل، اقتلاع المنازل الخشبية، تحطم الاسطح الخارجية للمباني، انحراف السيارات في الطرق واقتلاع الاشجار وتحطمها.

### إعصار F2
170 - 235 كلم في الساعة
اعصار عالي: يتسبب بأضرار ملموسة مثل تحطم الهياكل السقفية للمنازل الخشبية وانتزاعها بالكامل، انجراف السيارات المتوقفة، انطلاق الاجسام الصغيرة في الهواء بسرعة عالية.

### إعصار F3
235 - 310 كلم في الساعة
اعصار قوي: يتسبب باضرار عنيفة مثل تحطم الاسقف والجدران الخرسانية للمنازل، اقتلاع معظم الاشجار، انجراف الحافلات الثقيلة وقد يؤدي لتحطم الطرق الاسفلتية الرقيقة

### إعصار F4
310 - 390 كلم في الساعة
اعصار تدميري: يتسبب بدمار كبير مثل تدمير المنازل الخرسانية وتطاير المنازل الخشبيبة في الهواء والسيارات و الاشجار أيضا لمسافات بعيدة.

### إعصار F5
390 - 470 كلم في الساعة
اعصار هائل (ويعد الأعلى من الناحية العملية): يتسبب بأضرار جسيمة مثل اقتلاع منازل من قواعدها وتطاير السيارات لارتفاع يصل ل 100 متر في الهواء وحدوث ظواهر لا يمكن تصديقها.

### إعصار F6 - F12
اعلى من 470 كلم في الساعة
وهو مقياس افتراضي لا يتوقع ان تتجاوز الاعاصير سرعتها لتصل ل F6 ولم يسبق تسجيل أي أعاصير على هذا المقياس.

## المقاييس
| المقياس | سرعة الرياح*  | سرعة الرياح*      | Relative frequency | مقدار الدمار بالمساحة | الضرر المحتمل | الضرر المحتمل     |
| المقياس | ميل في الساعة | كيلومتر في الساعة | Relative frequency | مقدار الدمار بالمساحة | الضرر المحتمل | الضرر المحتمل     |
| F0      | 40–72         | 64–116            | 38.9%              | 10-50م                | اضرار طفيفة. بعض الأضرار التي لحقت المداخن. فروع الأشجار التي قطعت. أشجار الضحلة الجذور دفعت أكثر؛ توقيع وحات التالفة.                                                                                 | F0 damage example |
| F1      | 73–112        | 117–180           | 35.6%              | 30 – 150م             | الضرر المعتدل والحد الأدنى هو بداية اعصار سرعة الرياح. القشور السطحية من أسطح. دفعت منازل متنقلة خارج مؤسسات أو انقلبت، تتحرك السيارات دفع قبالة الطرق. قد يتم تدميرها المرائب المرفقة.                | F1 damage example |
| F2      | 113–157       | 181–253           | 19.4%              | 110 – 250م            | أضرار كبيرة. أسطح المنازل مزق إطار. منازل متنقلة هدمت. عربات النقل انقلبت. الأشجار الكبيرة قطعت أو اقتلاعها. نوافذ ناطحات السحاب مكسورة وتنفث في. صواريخ الكائن الخفيف ولدت.                           | F2 damage example |
| F3      | 158–206       | 254–332           | 4.9%               | 200 - 500م            | أضرار جسيمة. السقوف وبعض الجدران مزق المنازل التي شيدت بشكل جيد؛ القطارات انقلبت. معظم الأشجار في الغابات اقتلعت. السيارات الثقيلة رفعت بعيدا عن الارض والقيت.                                         | F3 damage example |
| F4      | 207–260       | 333–418           | 1.1%               | 400-900م              | الضرر المدمر. تجريف المنازل التي شيدت بشكل جيد؛ الهياكل مع المؤسسات الضعيفة في مهب بعض المسافة. السيارات القيت ولدت الصواريخ الكبيرة.                                                                  | F4 damage example |
| F5      | 261–318       | 419–512           | <0.1%              | 1100م                 | الضرر لا يصدق. رفعت المنازل قوية من خارج إطار المؤسسات وقامت مسافات طويلة في التفكك. السيارات صواريخ الحجم تطير في الهواء أبعد من 100 م، أشجار منزوع اللحاء. هياكل الخرسانة حديد التسليح بأضرار بالغة. | F5 damage example |